# Cethosia antippe
Cethosia antippe är en fjärilsart som beskrevs av Grose-smith och Kirby 1889. Cethosia antippe ingår i släktet Cethosia och familjen praktfjärilar. Inga underarter finns listade i Catalogue of Life.